# Jan Mikołajewski
Jan Mikołajewski (ur. 27 kwietnia 1914 w Dębogórze, zm. wiosną 1940 w Charkowie) – podporucznik piechoty Wojska Polskiego, ofiara zbrodni katyńskiej.

## Życiorys
Syn Mikołaja i Marianny z d. Kubiak. Uczęszczał do Szkoły Wydziałowej w Pobiedziskach. W 1929 ukończył naukę w Prywatnym Gimnazjum im. Adama Mickiewicza w Poznaniu. Następnie uczęszczał do Seminarium Nauczycielskiego Męskiego w Rogoźnie, które ukończył w 1934.
Wstąpił do Szkoły Podchorążych Piechoty w Komorowie, jako jej absolwent został mianowany do stopnia podporucznika z dniem i starszeństwem 1 października 1938 i 57. lokatą w Korpusie Oficerów Piechoty. 
W 1939 był dowódcą plutonu w II batalionie 65 Starogardzkiego Pułku Piechoty. 

W czasie kampanii wrześniowej 1939 – po agresji ZSRR na Polskę – w nieznanych okolicznościach dostał się do niewoli sowieckiej. Przebywał w obozie w Starobielsku. Wiosną 1940 został zamordowany przez funkcjonariuszy NKWD w Charkowie i pogrzebany potajemnie w bezimiennej mogile zbiorowej w Piatichatkach, gdzie od 17 czerwca 2000 mieści się oficjalnie Cmentarz Ofiar Totalitaryzmu w Charkowie. Figuruje na Liście Starobielskiej NKWD pod numerem 2104. 
5 października 2007 minister obrony narodowej Aleksander Szczygło mianował go pośmiertnie na stopień porucznika. Awans został ogłoszony 10 listopada 2007 w Warszawie, w trakcie uroczystości „Katyń Pamiętamy – Uczcijmy Pamięć Bohaterów”.